# Nicolae Negru
Nicolae Negru a fost un contraamiral român, care a deținut funcția de comandant al Flotei Române (9 ianuarie 1917 - 1 iunie 1918). 

## Biografie
În anul 1915 deținea funcția de comandant al Escadrei de monitoare. În perioada 9 ianuarie 1917 - 1 iunie 1918, a deținut funcția de comandant al Marinei Militare Române. A fost avansat ulterior la gradul de contraamiral. 
În prezent o stradă din Constanța poartă denumirea de Strada Contraamiral Nicolae Negru.